# Les pêcheurs de perles
Les pêcheurs de perles ("Os pescadores de pérolas") é uma ópera em três atos do compositor francês Georges Bizet, com libreto de Michael Carré e Eugène Cormon. Estreou no Théâtre-Lyrique de Paris em setembro de 1863.

## Na cultura popular
- A ária "Je crois entendre encore" é usada no filme «The Man Who Cried», onde é o tema principal.